# Phormion (Bankier)
Phormion (griechisch Φορμίων Phormíōn) war ein athenischer Geschäftsmann des 4. Jahrhunderts v. Chr.
Phormion war zunächst Sklave des Pasion, eines bedeutenden Bankiers in Athen. Nach seiner Freilassung arbeitete er als dessen Gehilfe weiter bei ihm. Als Pasion 370 v. Chr. starb, heiratete Phormion gemäß dem Testament seines früheren Herrn Pasions Witwe. Außerdem wurde er durch Pacht Nachfolger des Bankiergeschäftes, obwohl Pasion mit Apollodoros einen leiblichen Sohn hatte.
Da Apollodoros zum Zeitpunkt des Todes seines Vaters schon volljährig war, kam es zu erheblichen erbschaftsrechtlichen Problemen, die sich über 20 Jahre hinzogen und die Gerichte beschäftigten. Einige der vor Gericht gehaltenen Reden wurden überliefert und sind heute wichtige Quellen für die Wirtschafts- und Geschäftswelt des antiken Athen.